# Liste der Biografien/Jum
Liste der Biografien |
Portal Biografien |
Personensuche
# |
A |
B |
C |
D |
E |
F |
G |
H |
I |
J |
K |
L |
M |
N |
O |
P |
Q |
R |
S |
T |
U |
V |
W |
X |
Y |
Z |
?
 
Ja |
Jb |
Jd |
Je |
Jh |
Ji |
Jj |
Jl |
Jn |
Jm |
Jo |
Jp |
Jr |
Js |
Jt |
Ju |
Jv |
Jw |
Jy
 
Jua |
Jub |
Juc |
Jud |
Jue |
Juf |
Jug |
Juh |
Jui |
Juj |
Juk |
Jul |
Jum |
Jun |
Juo |
Jup |
Jur |
Jus |
Jut |
Juu |
Juv |
Juw |
Jux |
Juy |
Juz
Die Liste der Biografien führt alle Personen auf, die in der deutschsprachigen Wikipedia einen Artikel haben. Dieses ist eine Teilliste mit 24 Einträgen von Personen, deren Namen mit den Buchstaben „Jum“ beginnt.

## Jum

### Juma
- Juma, Ibrahim Saddam (* 1993), ugandischer Fußballspieler
- Juma, Monica (* 1954), kenianische Diplomatin und Politikerin
- Juma, Richard (* 1945), kenianischer Langstreckenläufer
- Jumaah, Mohammed (* 1992), irakischer Sprinter
- Juma'at, Hyrulnizam (* 1986), singapurischer Fußballspieler
- Jumagylyjow, Begenç (* 1990), turkmenischer Billardspieler
- Jumar, Ulrich (* 1959), deutscher Ingenieur und Professor für Prozessautomatisierung
- Jumaschew, Andrei Borissowitsch (1902–1988), sowjetischer Testpilot
- Jumaschew, Iwan Stepanowitsch (1895–1972), sowjetischer Seekriegsminister (1950–1951) und Admiral
- Jumaschew, Walentin Borissowitsch (* 1957), russischer Politiker und Unternehmer
- Jumaschewa, Tatjana Borissowna (* 1960), russische Beraterin, Tochter des ehemaligen Präsidenten Boris JelzinTatjana Borissowna Jumaschewa (* 1960)

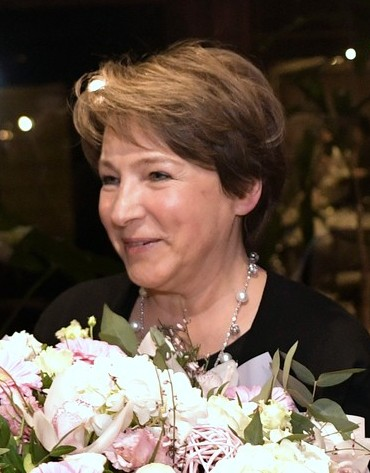
Tatjana Borissowna Jumaschewa (* 1960)

- Jumat, Ahmad, bruneiischer Politiker

### Jumb
- Jumbo, Cush (* 1985), britische Schauspielerin

### Jume
- Jumeau, Ronald (* 1957), seychellischer Politiker, Diplomat und Journalist
- Jumel, Eliza (1775–1865), US-amerikanische Person des öffentlichen Lebens und Kunstsammlerin

### Jumi
- Jumin, Wladimir Sergejewitsch (1951–2016), sowjetischer Ringer

### Jumo
- Jumoad, Martin (* 1956), philippinischer Geistlicher und römisch-katholischer Erzbischof von Ozamiz
- Jumonville, Jerry (1941–2019), US-amerikanischer Jazz-, R&B- und Studiomusiker (Tenorsaxophon)

### Jump
- Jump, Gordon (1932–2003), US-amerikanischer Schauspieler
- Jump, Jimmy (* 1976), spanischer Flitzer
- Jumpa (* 1995), deutscher Musikproduzent
- Jumper, John M. (* 1985), US-amerikanischer Chemiker und KI-Experte
- Jumper, John P. (* 1945), US-amerikanischer Luftwaffengeneral, Stabschef der US-Luftwaffe

### Jumr
- Jumra, Fauma Defril (* 1998), indonesischer Zehnkämpfer